# VfL Benrath
Der VfL Benrath 06 e. V. ist ein Sportverein aus Düsseldorf-Benrath.

## Geschichte
Der Verein wurde 1906 im damals noch eigenständigen Benrath südlich von Düsseldorf gegründet und spielte in den 1930er und 1940er Jahren in den beiden höchsten deutschen Fußball-Spielklassen. Von 1930 bis 1935 nahm der VfL Benrath fünfmal an der Endrunde zur deutschen Meisterschaft teil. Am 18. Mai 1930 traf der VfL als Westdeutscher Vizemeister im Achtelfinale um die deutsche Meisterschaft in Frankfurt auf die dort beheimatete Eintracht. Das Spiel wurde knapp von der Platzelf mit 1:0 gewonnen. 1932 scheiterte Benrath im Achtelfinale mit 1:3 am Hamburger SV. Im selben Jahr setzte sich der VfL im westdeutschen Verbandspokal gegen den SC 07 Bad Neuenahr, Arminia Bielefeld und dem Rheydter SV durch und errang den westdeutschen Pokaltitel. Im folgenden Jahr gelang die Titelverteidigung.
Auch in der 1933 gegründeten Gauliga Niederrhein konnten die Süd-Düsseldorfer zunächst ihre führende Rolle im niederrheinischen Fußball behaupten. 1934 und 1935 errang Benrath jeweils die Meisterschaft vor dem Stadtrivalen Fortuna Düsseldorf. In der Endrunde zur deutschen Meisterschaft 1934 musste der VfL knapp dem FC Schalke 04 den Vortritt lassen. Bei den Endrundenspielen 1935 wurde Benrath souverän Gruppensieger und verlor im Halbfinale in Leipzig mit 2:4 gegen den VfB Stuttgart. Dies markierte gleichzeitig den größten Erfolg der Vereinsgeschichte und den letzten Auftritt der Benrather in der Endrunde um die deutsche Meisterschaft. Im Jahr 1939 stiegen die Benrather aus der Gauliga ab; 1941 gelang der Wiederaufstieg und der VfL konnte sich bis zum kriegsbedingten Abbruch des Spielbetriebes zu Beginn der Saison 1944/45 in der unteren Hälfte der Klasse halten. In den 1930er Jahren brachte der Verein mehrere Nationalspieler hervor. Beim 9:1-Sieg in der Qualifikation zur Fußball-Weltmeisterschaft 1934 gegen Luxemburg erzielten die beiden Benrather Karl Hohmann und Josef Rasselnberg zusammen sieben Tore. 
Nach dem Zweiten Weltkrieg wurde der VfL Benrath in die zweitklassige II. Division eingeteilt, nach der Spielzeit 1961/62 erfolgte der Abstieg in die drittklassige Verbandsliga Niederrhein. Dort konnte sich der Verein elf Spielzeiten halten, bevor 1973 der Abstieg in die Landesliga Niederrhein erfolgte. Zur Spielzeit 1978/79 wurde die Verbandsliga Niederrhein durch den Einschub der Oberliga viertklassig, dem VfL Benrath gelang erneut der Sprung in diese Liga. Die folgenden Spielzeiten schloss der Verein auf den hinteren Tabellenpostitionen ab, nach der Saison 1981/82 musste Benrath den Abstieg in die Fünftklassigkeit hinnehmen.
Am 1. April 2006 feierte der VfL sein 100-jähriges Jubiläum mit einem Freundschaftsspiel gegen Fortuna Düsseldorf. Der VfL Benrath wurde dabei durch Spieler des TSV Urdenbach verstärkt. Die gemischte Mannschaft verlor dabei mit 1:5.
Nach dem Abstieg aus der Bezirksliga Niederrhein 2006 spielte der Verein drei Jahre in der Fußball-Kreisliga, im Sommer 2009 wurden die Meisterschaft und der damit verbundene Aufstieg in die Bezirksliga gefeiert. Nach nur drei Jahren folgte 2012 ein weiterer Meistertitel und der Aufstieg in die Landesliga Niederrhein. In der Saison 2016/17 schaffte der VfL den Klassenerhalt über die Relegation, bei der sechs Bezirksligisten und zwei Landesligisten teilnahmen. Ein Jahr später stieg die Mannschaft als Tabellenletzter ab.

## Stadion
Das Stadion des VfL Benrath, die Bezirkssportanlage an der Karl-Hohmann-Straße, hat eine Kapazität von ungefähr 7000 Zuschauern.

## Erfolge
- Westdeutscher Pokalsieger 1932, 1933
- Gauligameister Niederrhein 1934, 1935 (Trainer: Sepp Kretschmann)
- Endrundenteilnahme Deutsche Meisterschaft 1930, 1932, 1933, 1934, 1935
- Deutscher Amateurmeister 1957 (Trainer: Franz Linken)
- Viertelfinalteilnahme Tschammerpokal 1935, 1936

## Persönlichkeiten
- Karl Hohmann, Nationalspieler und WM-Teilnehmer 1934
- Karl Hoffmann, Olympiateilnehmer und B-Nationalspieler
- Josef Rasselnberg, Nationalspieler
- Paul Mebus, Nationalspieler und Fußballweltmeister 1954
- Peter Meyer, Nationalspieler, Fortuna Düsseldorf, Borussia Mönchengladbach
- Michael Büskens, Spieler (später Trainer) bei Fortuna Düsseldorf, FC Schalke 04; ehem. Trainer der SpVgg Greuther Fürth
- Theo Kirchberg, Spieler und Trainer bei Bayer 04 Leverkusen, als Trainer Westmeister mit Bayer 04 im Jahr 1968
- Hans-Joachim Abel, Spieler bei Schalke 04, Westfalia Herne, VfL Bochum
- Erwin Spinnler, Spieler bei Borussia Mönchengladbach
- Hermann Budde, Torschützenkönig des Tschammerpokals 1936 (Vorgängerwettbewerb des DFB-Pokals)
- Hans-Peter Miss, Fußballprofi bei Karlsruher SC – DJK Gütersloh – First Vienna Footballclub – DSC Arminia Bielefeld – ab 1. Februar 1975 Berufsunfähigkeit nach einer schweren Kopfverletzung – Miss spielte als Stürmer und Torwart vor seiner Profi-Karriere mit dem VfL in der höchsten Amateurliga und in der Düsseldorfer Stadtauswahl